# Nguyễn Văn Chi (sinh năm 1945)
Nguyễn Văn Chi (sinh ngày 28 tháng 7 năm 1945) là một chính trị gia Việt Nam. Ông từng giữ chức Ủy viên Bộ Chính trị khóa X, Bí thư Trung ương Đảng khóa IX (từ tháng 1 năm 2003), khóa X, Chủ nhiệm Ủy ban Kiểm tra Trung ương khóa IX, khóa X.

## Tiểu sử
Ông sinh ngày 28 tháng 7 năm 1945, tại xã Hòa Tiến, huyện Hòa Vang, nay là ngoại ô thành phố Đà Nẵng. Thuở nhỏ, ông theo học bậc tiểu học, trung học tại địa phương. Từ năm 1955, ông làm cơ sở hợp pháp và giao liên bí mật cho Huyện ủy Hoà Vang.

## Hoạt động cách mạng tại miền Trung
Tháng 10 năm 1964, ông thoát ly gia đình, làm công tác văn thư cho Huyện ủy Hòa Vang.
Từ năm 1965 đến 1969, ông lần lượt giữ các chức vụ Ủy viên Ban Kinh tế huyện Hoà Vang, Phó ban Kinh Tài II huyện Hoà Vang; Phó Ban Tổ chức Đảng ủy khu II Hoà Vang; Thường vụ Đảng ủy khu II, trưởng Ban Tổ chức khu II Hoà Vang.
Ông được kết nạp Đảng Nhân dân Cách mạng Việt Nam ngày 14 tháng 6 năm 1965, và đúng một năm sau, vào ngày 14 tháng 6 năm 1966, trở thành đảng viên chính thức.
Từ tháng 3 năm 1971 đến tháng 3 năm 1973, ông lần lượt giữ các chức vụ Phó Bí thư Đảng ủy khu II Hoà Vang; tỉnh ủy viên Quảng Đà, bí thư khu II Hoà Vang; tỉnh ủy viên, chánh văn phòng tỉnh ủy Quảng Đà.
Tháng 4 năm 1974, ông được rút ra Bắc, theo học tại trường Đảng Cao cấp Nguyễn Ái Quốc.
Tháng 5 năm 1976, ông được cử về lại địa phương, được phân công giữ chức Phó Bí thư Huyện ủy Hoà Vang.
Tháng 10 năm 1976, được bầu làm Chủ tịch Ủy ban nhân dân huyện, sau đó được bầu làm Thường vụ Tỉnh ủy Quảng Nam-Đà Nẵng, Bí thư Huyện ủy Hoà Vang.
Tháng 7 năm 1979, ông được bổ nhiệm làm Phó Chủ tịch Ủy ban nhân dân tỉnh, kiêm Chủ nhiệm Ủy ban Kế hoạch tỉnh Quảng Nam-Đà Nẵng.
Từ tháng 7 năm 1983 đến tháng 10 năm 1984, ông được cử làm Đặc phái viên của Tỉnh ủy, theo dõi việc phân phối lưu thông hàng hóa (trong cơ chế bao cấp).
Tháng 10 năm 1984, ông được cử làm Phó Bí thư Thành ủy Đà Nẵng.
Tháng 12 năm 1986, ông trúng cử Ủy viên Ban Chấp hành Trung ương khoá VI, giữ chức Bí thư Tỉnh ủy Quảng Nam-Đà Nẵng.
Tháng 7 năm 1991, ông tái đắc cử Ủy viên Ban Chấp hành Trung ương khoá VII, Bí thư Tỉnh ủy Quảng Nam-Đà Nẵng.
Từ tháng 4 năm 1994 đến tháng 4 năm 1995, ông được cử làm Phái viên của Đảng Cộng sản Việt Nam và Chính phủ tại miền Trung và Tây Nguyên.

## Hoạt động ở Trung ương
Tháng 6 năm 1996, ông tái đắc cử Ủy viên Ban Chấp hành Trung ương khoá VIII, được phân công giữ chức Phó trưởng Ban Bảo vệ chính trị nội bộ Trung ương.
Tháng 4 năm 2001, ông tiếp tục tái đắc cử Ủy viên Ban Chấp hành Trung ương, được phân công làm Trưởng ban Bảo vệ chính trị nội bộ Trung ương.
Tại Hội nghị Trung ương 7 khóa IX, vào tháng 1 năm 2003, ông được bầu bổ sung vào Ban Bí thư, giữ chức vụ Chủ nhiệm Ủy ban Kiểm tra Trung ương.
Tại Đại hội Đảng lần thứ X, ông tiếp tục được bầu vào Ban Chấp hành Trung ương, được Trung ương bầu vào Bộ Chính trị và Ban Bí thư.
Tại Đại hội Đảng lần thứ XI, ông thôi không tham gia Ban Chấp hành Trung ương. Tuy vậy, Đại hội đã bầu con trai lớn của ông là Nguyễn Xuân Anh - Bí thư Quận ủy Liên Chiểu làm Ủy viên dự khuyết Ban Chấp hành Trung ương.

## Gia đình
Vợ ông là bà Trần Thị Thủy. Bà Trần Thị Thủy có em trai là Trần Mẫn, Chánh án Tòa phúc thẩm Tòa án nhân dân tối cao tại thành phố Đà Nẵng.
Ông Nguyễn Văn Chi và bà Trần Thị Thủy có ba con trai là Nguyễn Xuân Anh, Nguyễn Xuân Ánh và Nguyễn Xuân Ảnh.
Hiện nay con trai lớn là Nguyễn Xuân Anh (sinh năm 1976) đã bị Ban Chấp hành Trung ương Đảng cho thôi Ủy viên Ban Chấp hành Trung ương, và cách chức Bí thư Thành ủy Đà Nẵng. Con trai thứ hai là Nguyễn Xuân Ánh (sinh năm 1979) Quyền Chánh Thanh tra Bộ Ngoại giao, nguyên Tham tán Đại sứ quán Việt Nam tại Canada. Con út là Nguyễn Xuân Ảnh (sinh năm 1983), Phó Tổng cục trưởng Tổng cục Đường bộ Việt Nam.